# Materiale

Applicazioni (a sinistra), struttura micrometrica (centrale) e nanometrica (a destra) di due differenti materiali: acciaio (in alto) e elastomero (in basso).

Materiale è un termine che fa riferimento alla specifica natura chimico-fisica di un corpo (quale può essere ad esempio un manufatto, un minerale o un tessuto vegetale o animale) alla quale sia possibile associare a livello macroscopico un insieme di proprietà fisiche.

## Descrizione
Ciascun materiale può essere costituito da una o più sostanze chimiche, da una miscela di sostanze o da più materiali: in quest'ultimo caso si parla di materiale composito. Oltre alla composizione chimica, ciascun materiale è caratterizzato da una specifica morfologia, che corrisponde al modo in cui è organizzata la struttura del materiale a livello microscopico.
Due materiali aventi la stessa composizione possono dunque differire per morfologia e tale differenza si ripercuote sulle proprietà del materiale: ad esempio il silicio monocristallino e il silicio policristallino hanno la stessa composizione chimica, ma differente struttura microscopica, per cui presentano proprietà tecnologiche differenti e per tale motivo i loro campi di applicazione sono differenti.
I materiali sintetici sono normalmente ottenuti o raccolti allo stato grezzo come materie prime che vengono elaborate in materiali più raffinati e utilizzabili, dai quali vengono spesso ottenuti materiali semilavorati o vengono realizzati direttamente i prodotti finiti.
Esempi di materiali di impiego comune sono: il legno, i metalli, i tessuti, la carta, il vetro, la ceramica, la plastica e il calcestruzzo. Il concetto di "materiale" si può estendere anche ai liquidi, ai gas e al vuoto (necessario ad esempio per la produzione dei tubi catodici). La disciplina che si occupa dello studio dei materiali e delle loro proprietà è la scienza dei materiali.

### Tipologia dei materiali secondo la natura chimica
Esistono diversi tipi di materiali, raggruppati in base alla loro natura chimica. Tra questi abbiamo:
- Materiali metallici: costituiti da metalli e loro leghe; le loro principali proprietà sono la lucentezza, la malleabilità e l'elevata conducibilità elettrica e termica.
- Materiali ceramici: sono materiali inorganici in genere fragili e resistenti a temperature molto elevate.
- Materiali polimerici: dal punto di vista della struttura molecolare, sono costituiti principalmente da polimeri (che sono molecole dal peso elevatissimo generate da lunghissime sequenze, dette "unità ripetitive"), a cui possono essere aggiunti additivi.
- Materiali compositi: costituiti da due o più materiali semplici.

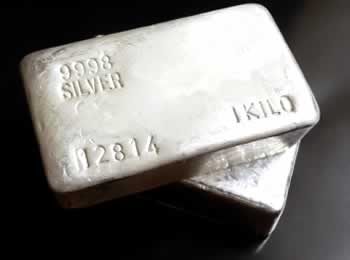
Lingotti di metallo (argento)
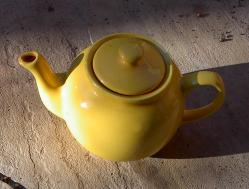
Teiera in ceramica
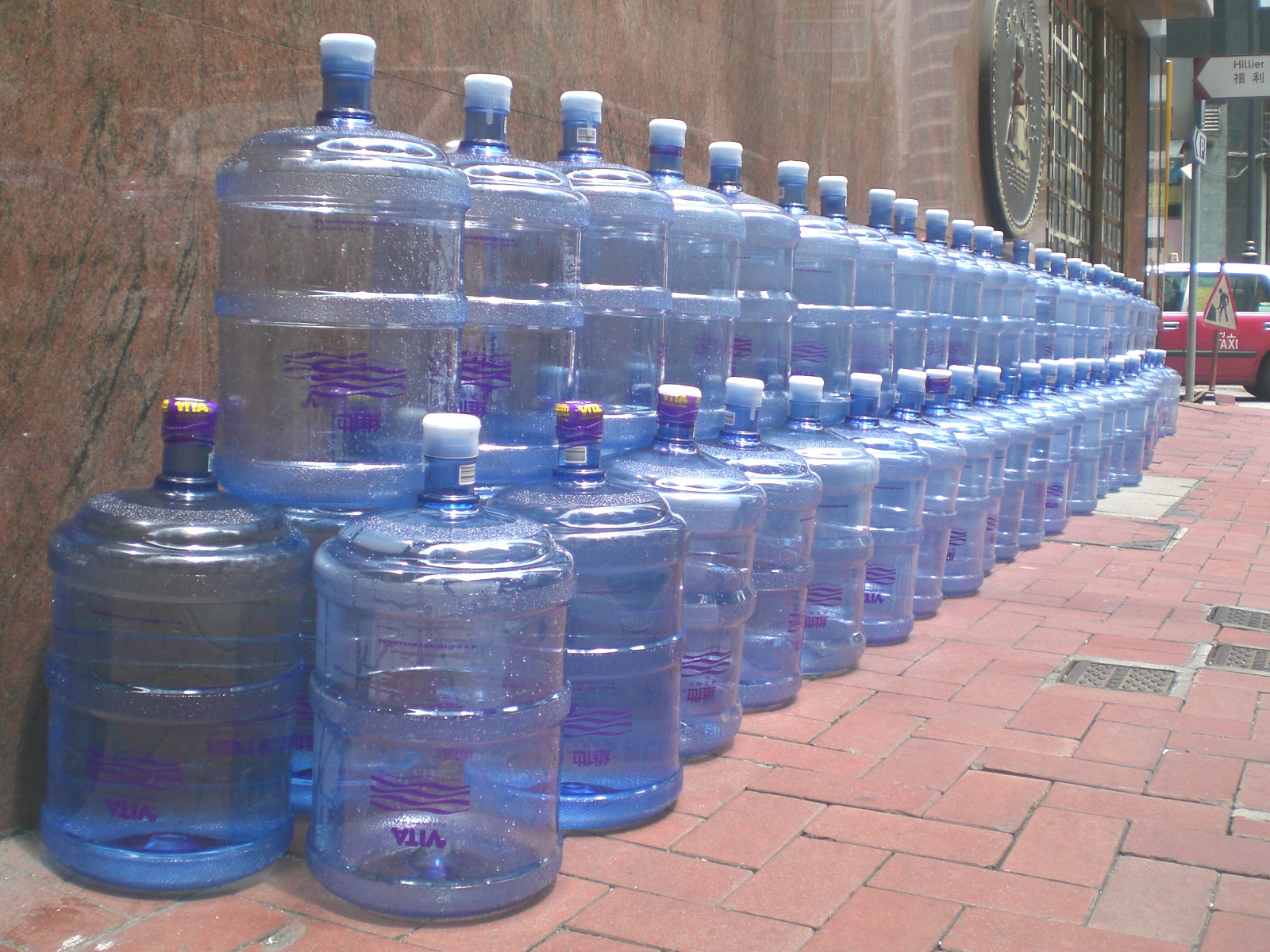
Bottiglie in materiale polimerico (PET)
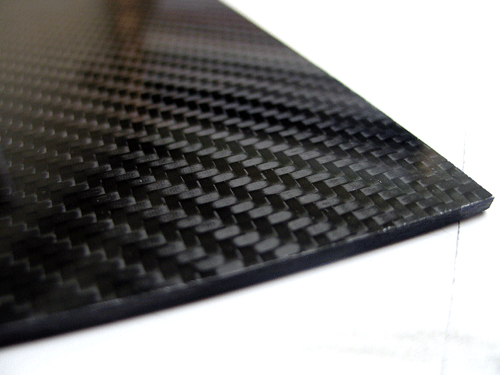
Superficie in materiale composito (plastica rinforzata con fibre di carbonio)

### Tipologie di materiali per proprietà
A seconda delle proprietà possedute dal materiale (chimico-fisiche, meccaniche o tecnologiche), si possono avere:
- Materiali elastici
- Materiali fonoassorbenti
- Materiali fonoisolanti
- Materiali porosi
- Materiali refrattari

### Tipologie di materiali per uso
I materiali possono essere classificati anche in base all'impiego a cui sono destinati. Per esempio si hanno:
- Materiali per la produzione
  - Materiali da costruzione: sono materiali utilizzati nella costruzione edilizia
  - Materiale per il disegno industriale: materiali impiegati nell'ambito del disegno industriale (oggettistica e arredamento)

### Altri tipi di materiali
- Materiali albici
- Materiali invertibili
- Materiali fissili
- Materiali granulari
- Materiali sinterizzati